# Distrikt Lunahuaná

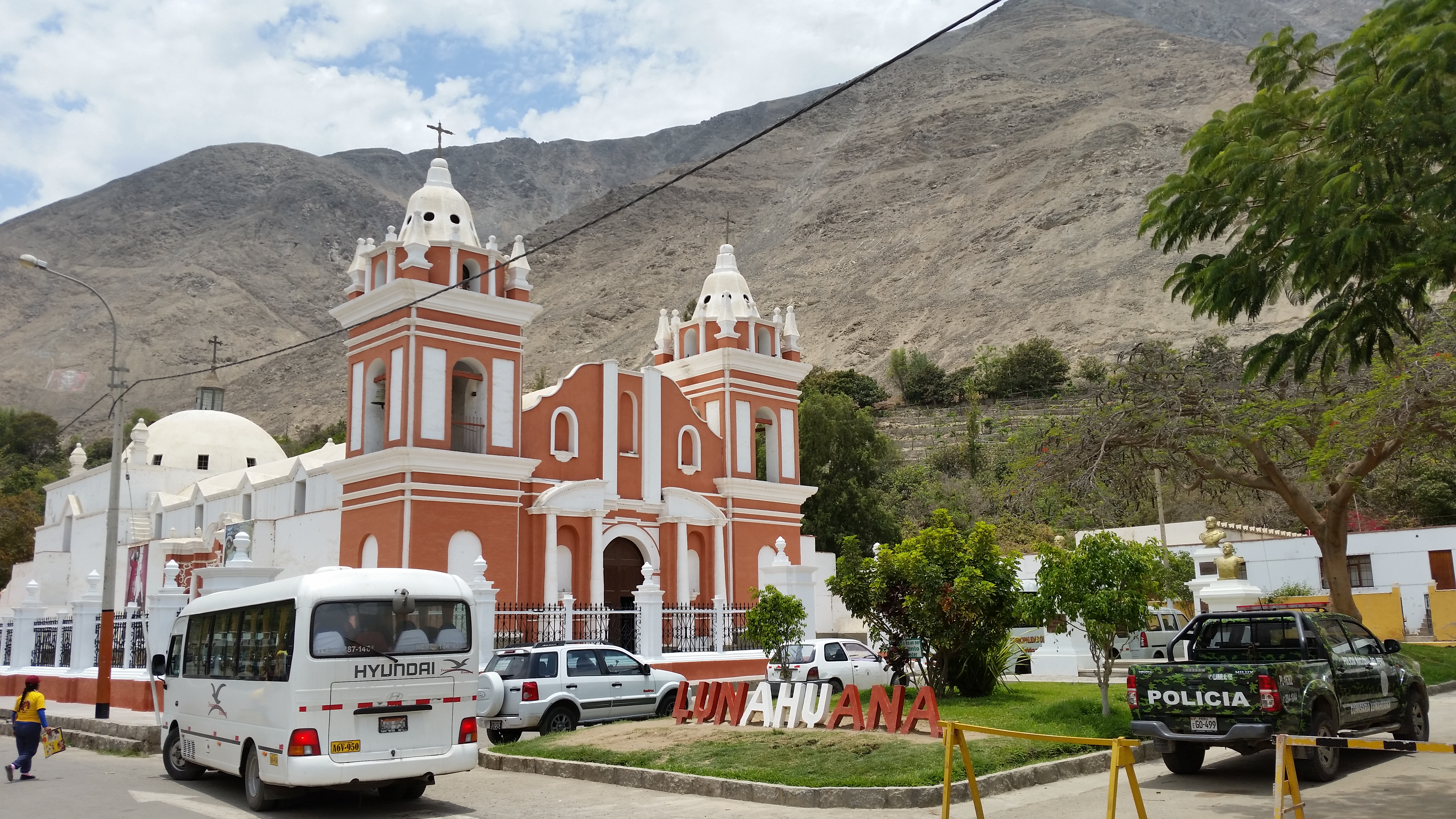
Kirche in Lunahuaná

Der Distrikt Lunahuaná liegt in der Provinz Cañete der Region Lima im zentralen Westen Perus. Der Distrikt wurde am 4. August 1821 gegründet. Er hat eine Fläche von 500,33 km². Beim Zensus 2017 lebten 4393 Einwohner im Distrikt. Im Jahr 1993 betrug die Einwohnerzahl 4233, im Jahr 2007 4567. Verwaltungssitz ist die am Río Cañete auf einer Höhe von 479 m gelegene Kleinstadt Lunahuaná.

## Geographische Lage
Der Distrikt Lunahuaná befindet sich in der peruanischen Westkordillere im Südosten der Provinz Cañete. Der Fluss Río Cañete durchquert den Distrikt auf einer Länge von etwa 24 km in überwiegend südwestlicher Richtung.
Der Distrikt Lunahuaná grenzt im Westen an den Distrikt Nuevo Imperial, im Norden an den Distrikt Pacarán, im Südosten an den Distrikt Chavín (Provinz Chincha, Region Ica) sowie im Süden an den Distrikt San Vicente de Cañete.

## Anexos
Der Distrikt Lunahuaná ist in 11 Anexos gegliedert:
- Catapalla
- Con-Con
- Condoray
- Jita
- Langla
- Lúcumo
- Paullo
- Ramadilla
- San Jerónimo
- Socsi
- Uchupampa